# Magelona lenticulata
Magelona lenticulata är en ringmaskart som beskrevs av José María Alfono Félix Gallardo 1968. Magelona lenticulata ingår i släktet Magelona och familjen Magelonidae. Inga underarter finns listade i Catalogue of Life.